# 丸井グループ
株式会社丸井グループ（マルイグループ、英: MARUI GROUP CO.,LTD.）は、ファッションビルの丸井やクレジットカード事業を行うエポスカードなどを傘下に持つ持株会社。日経平均株価およびJPX日経インデックス400の構成銘柄の一つ。

## 沿革
- 1931年（昭和6年）2月17日 - 東京都中野区で、青井忠治が「丸二」からのれん分けを受けて割賦販売業を創業する。
- 1937年（昭和12年）3月30日 - 法人組織へ改組し、資本金5万円で株式会社丸井の社長に青井忠治が就く[1]。
- 1963年（昭和38年）4月1日 - 東京証券取引所市場第二部に株式を上場する。
- 1965年（昭和40年）6月1日 - 東京証券取引所市場第一部銘柄に指定となる。
- 2007年（平成19年）10月1日 - 商号を「丸井グループ」に変更し、新たに小売事業会社の「株式会社丸井」を設立して持株会社制へ移行する。

## 歴代社長
- 青井忠治：1937年3月 -
- 青井忠雄：1972年3月 -
- 青井浩：2005年4月 - 現職

## グループ企業
持株会社制移行当時は「小売事業」「カード事業」「小売サービス関連事業」の3事業で区分されていたが、2017年（平成29年）より「小売事業」「フィンテック事業」の2事業に変更された。

### 小売事業
- 丸井（丸井店舗の運営、モディ等の商業施設事業）
- エイムクリエイツ（店装・広告事業）
- マルイファシリティーズ（ビルメンテナンス事業）
- ムービング（ファッション物流事業）
- マルイキットセンター（用度品ピックアップ・商品検品事業）

### フィンテック事業
- エポスカード（カード事業）
- エムアールアイ債権回収（債権回収事業）
- エポス少額短期保険（少額短期保険事業）
- エムアンドシーシステム（情報システム事業）
- マルイホームサービス（不動産賃貸・不動産ポータルサービス事業）
- tsumiki証券（証券事業）

### 過去のグループ企業
- 2008年10月1日付で下記小売事業各社は、全て社内カンパニーとして株式会社丸井に統合された。アウトレット・催事部は株式会社丸井の一部門から社内カンパニーに移行された。
  - パレット（旧・株式会社マルイパレット、婦人雑貨等の製造・販売）
  - エムズモード（旧・株式会社マルイエムズモード、紳士靴・紳士雑貨等の製造・販売）
  - ファッションナビ（旧・株式会社マルイファッションナビ、婦人服等の製造・販売）
  - アクセス（旧・株式会社マルイアクセス・株式会社マルイフォードットウォッチ、ジュエリー・メガネ・ウォッチ等の製造・販売）
  - フィールド（旧・株式会社マルイフィールド、スポーツアイテム等の製造・販売）
  - インザルーム（旧・株式会社インザルーム、家具・インテリア雑貨等の製造・販売）
  - シーズニング（旧・株式会社マルイシーズニング、食料品の販売・レストランの運営）
  - ヴォイ（旧・株式会社マルイヴォイ、Eコマース・通信販売事業）
  - アウトレット（旧・アウトレット・催事部、店外催事およびアウトレット店舗の運営）

## アニメ・映像事業
2016年（平成28年）4月、「アニメ事業部」を発足。新たなビジネスモデルの創造を主眼とし、アニメおよび漫画原作作品などの製作委員会へ参加（出資）する形で「コンテンツビジネス」を開始する。出資した作品のグッズ販売やイベントなどをマルイ店舗で行い、集客にフィードバックする事を主な目的としている。その後、テレビアニメへも出資を開始している。
2017年（平成29年）には丸井グループ独自にアニメCM『猫がくれたまぁるいしあわせ』を製作（アニメ制作：横浜アニメーションラボ）、テレビ放送・web配信を実施した。2019年（平成31年）には東宝映像事業部との共同企画としてオリジナルショートアニメーション『そばへ』を製作（アニメ制作：オレンジ、監督：石井俊匡、声の出演：福原遥）、Web配信を行っている。
2021年（令和3年）4月1日よりアニメ事業部を丸井に移管。
現在、出資（製作委員会へ参加）した主な作品は下記の通り。

### 実写映画
- 青空エール
- 銀魂
- 銀魂2 掟は破るためにこそある

### アニメ映画
- HELLO WORLD

### テレビアニメ
- アホガール[6]
- 徒然チルドレン[6]
- 学園ベビーシッターズ
- 三ツ星カラーズ
- 音楽少女
- その時、カノジョは。
- 博多明太!ぴりからこちゃん[7]
- スタンドマイヒーローズ PIECE OF TRUTH
- ミュークルドリーミー
- 七つの大罪 憤怒の審判
- Sonny Boy
- 後宮の鳥
- 薫る花は凛と咲く